# 西日本旅客鉄道福知山管理部

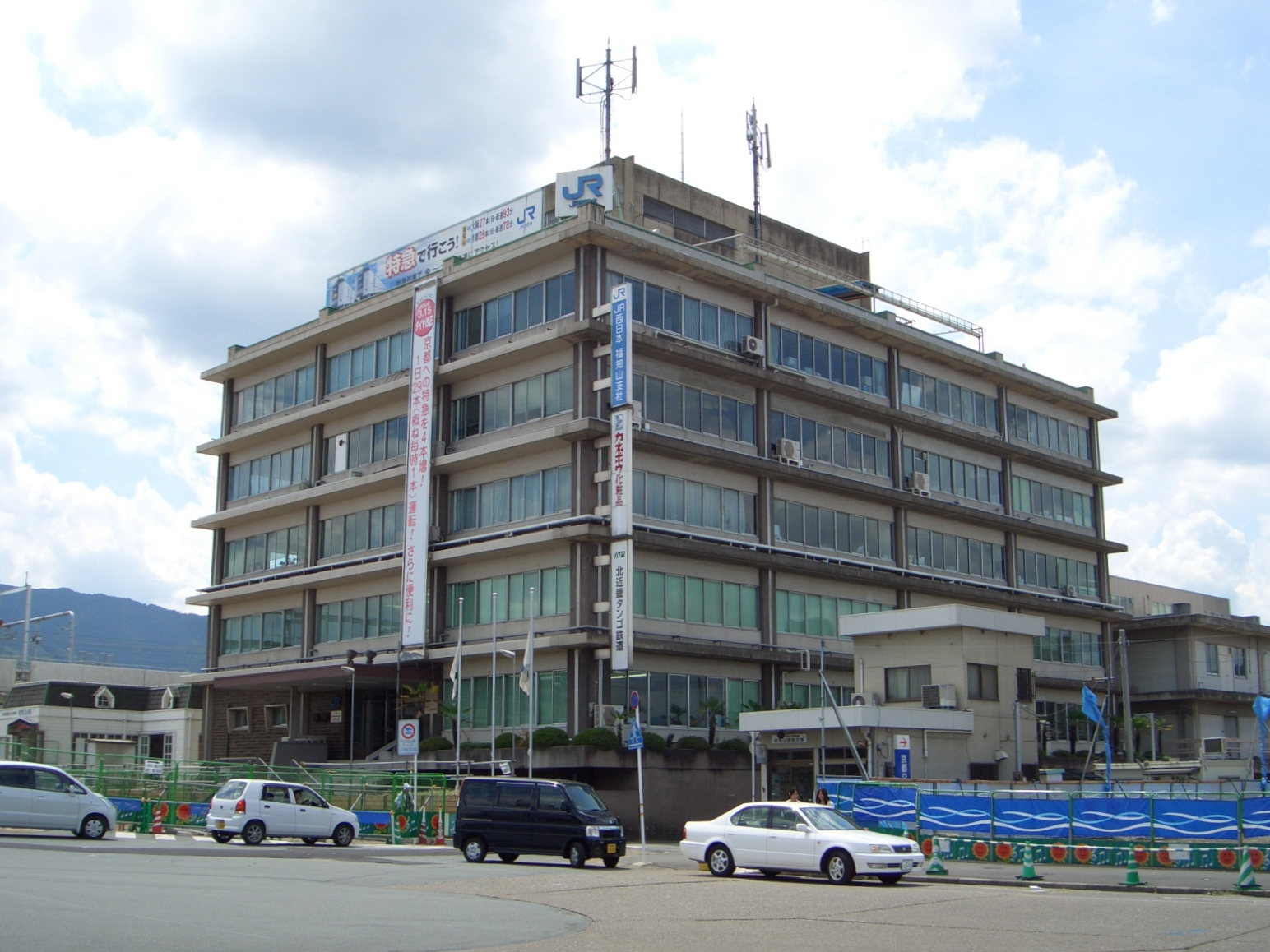
福知山管理部

西日本旅客鉄道福知山管理部（にしにほんりょかくてつどうふくちやまかんりぶ）は、京都府福知山市にある西日本旅客鉄道（JR西日本）の組織。以前は支社の一つであり、福知山支社と称し、京都府北西部と兵庫県北部を管轄していた。かつての日本国有鉄道（国鉄）福知山鉄道管理局の流れを汲む。2022年10月1日より近畿統括本部の傘下に編入され、福知山支社から福知山管理部に縮小改組された。

## 沿革
- 1950年（昭和25年）8月1日：福知山鉄道管理局発足。
- 1972年（昭和47年）3月1日：篠山線廃止。
- 1987年（昭和62年）
  - 4月1日：大阪鉄道管理局・天王寺鉄道管理局と共に西日本旅客鉄道 近畿圏運行本部の管轄となる。
  - 10月1日：近畿圏運行本部より分離し、福知山支店発足。
- 1988年（昭和63年）10月1日：福知山支社に改称[1]。
- 1990年（平成2年）4月1日：宮津線廃止（北近畿タンゴ鉄道宮津線に転換）。
- 1995年（平成7年）4月20日：山陰本線 綾部駅 - 福知山駅間が電化。
- 1996年（平成8年）3月16日：山陰本線 園部駅 - 綾部駅間が電化。京都方面から豊岡・城崎温泉方面への電車特急運転開始。同線に鍼灸大学前駅が新規開業。殿田駅を日吉駅に改称。
- 1998年（平成10年）3月14日：播但線 姫路駅 - 寺前駅間が電化。
- 1999年（平成11年）3月31日：舞鶴線電化。京都方面から舞鶴方面への電車特急運転開始。
- 2003年（平成15年）11月1日：福知山線の篠山口駅以南（JR宝塚線）でICカード「ICOCA」を導入。
- 2005年（平成17年）3月1日：山陰本線の城崎駅を城崎温泉駅に改称。
- 2010年（平成22年）8月12日：山陰本線 鎧駅 - 餘部駅間の余部橋梁架け替え完成。
- 2022年（令和4年）10月1日：近畿統括本部へ編入され、福知山管理部となる[2][3]。

## 管轄対象駅
331.7km、71駅を管轄している。阪奈支社・京滋支社・兵庫支社・金沢支社・山陰支社の5支社と隣接しており、JR西日本の中国エリアと北陸エリアの両方に隣接する唯一の支社である。福知山管理部が管轄する駅は次の通り（複数の路線が乗り入れる駅は所属線区を優先し、重複は計上しない）。
- 山陰本線：船岡駅 - 居組駅
- 舞鶴線：全駅
- 福知山線：広野駅 - 丹波竹田駅
- 播但線：全駅

かつては篠山線、宮津線（現在の京都丹後鉄道宮舞線、京都丹後鉄道宮豊線）も管轄した。
なお、国鉄時代の福知山鉄道管理局の管轄は福知山支社のそれと以下の点が相違する。
- 山陰本線：東の境界は馬堀駅だった。
- 小浜線：京都府内の松尾寺駅まで管轄した。
- 播但線：香呂駅以南（同駅構内を除く）は大阪局の管内だった。

## 管理駅
JR西日本では、主要駅に駅長を配置してその駅を管理駅としている。福知山支社管内の管理駅とその管轄範囲（　）は次の通り。
- 福知山駅（船岡駅 - 上夜久野駅、広野駅 - 丹波竹田駅、渕垣駅 - 東舞鶴間）
- 豊岡駅（梁瀬駅 - 居組駅、京口駅 - 竹田駅間）

## 鉄道部

### 廃止された鉄道部
- 篠山口鉄道部 - 2009年6月1日廃止、支社直轄へ移行。
- 舞鶴鉄道部 - 2006年7月1日廃止、支社直轄へ移行。
- 豊岡鉄道部 - 2010年6月1日廃止、支社直轄へ移行[4]。
- 福崎鉄道部 - 2010年6月1日廃止、支社直轄へ移行[4]。

## 乗務員区所

### 運転士
- 福知山運転所
- 豊岡列車区

### 車掌
- 福知山車掌区

### 運転士・車掌
- 篠山口列車区
- 豊岡列車区寺前派出

## 設備保守区所

### 保線区
- 福知山保線区（担当線区 : 山陰本線 園部駅（構内除く） - 和田山駅、福知山線 広野駅 - 福知山駅、舞鶴線全線）[5]
  - 福知山管理室
  - 綾部管理室
  - 篠山口管理室
- 豊岡保線区（担当線区 : 山陰本線 和田山駅 - 居組駅、播但線 姫路駅構内を除く全線）[5]
  - 豊岡管理室
  - 寺前管理室

### 電気技術センター・電気区
- 福知山電気技術センター
  - 福知山電気区
  - 篠山口電気区
  - 豊岡電気区
  - 寺前電気区

### 土木技術センター
- 福知山土木技術センター

### 機械区
- 福知山機械区

### 建築区
- 福知山建築区